# Élections législatives de 2002 dans la Seine-Maritime
Les élections législatives françaises de 2002 se déroulent les 9 et 16 juin 2002. Dans le département de la Seine-Maritime, douze députés sont à élire dans le cadre de douze circonscriptions.

## Élus
| Circonscription | Député sortant                           | Parti | Parti      | Député élu ou réélu      | Parti | Parti      |
| --------------- | ---------------------------------------- | ----- | ---------- | ------------------------ | ----- | ---------- |
| 1re             | Patrick Herr                             |       | UDF (FD)   | Patrick Herr             |       | UDF (FD)   |
| 2e              | Pierre Albertini                         |       | UDF (PPDF) | Pierre Albertini         |       | UDF (PPDF) |
| 3e              | Pierre Bourguignon                       |       | PS         | Pierre Bourguignon       |       | PS         |
| 4e              | Didier Marie suppléant de Laurent Fabius |       | PS         | Laurent Fabius           |       | PS         |
| 5e              | Jean-Claude Bateux                       |       | PS         | Jean-Claude Bateux       |       | PS         |
| 6e              | Paul Dhaille                             |       | PS         | Denis Merville           |       | UMP        |
| 7e              | Jean-Yves Besselat                       |       | RPR        | Jean-Yves Besselat       |       | UMP        |
| 8e              | Daniel Paul                              |       | PCF        | Daniel Paul              |       | PCF        |
| 9e              | Patrick Jeanne                           |       | PS         | Daniel Fidelin           |       | UMP        |
| 10e             | Gérard Fuchs                             |       | PS         | Alfred Trassy-Paillogues |       | UMP        |
| 11e             | Christian Cuvilliez                      |       | PCF        | Édouard Leveau           |       | UMP        |
| 12e             | Alain Le Vern                            |       | PS         | Michel Lejeune           |       | UMP        |

## Résultats

### Résultats à l'échelle du département
| Parti                                              | Parti                                          | Premier tour | Premier tour | Second tour | Second tour | Sièges |
| Parti                                              | Parti                                          | Voix         | %            | Voix        | %           | Sièges |
| -------------------------------------------------- | ---------------------------------------------- | ------------ | ------------ | ----------- | ----------- | ------ |
|                                                    | Parti socialiste                               | 156 851      | 29,86        | 217 071     | 44,10       | 3      |
|                                                    | Parti communiste français                      | 44 153       | 8,41         | 35 821      | 7,28        | 1      |
|                                                    | Les Verts                                      | 18 542       | 3,53         |             |             | 0      |
|                                                    | Pôle républicain dont Divers gauche            | 9 032        | 1,72         | 0           |             |        |
|                                                    | Gauche parlementaire                           | 228 578      | 43,51        | 252 892     | 51,38       | 4      |
|                                                    |                                                |              |              |             |             |        |
|                                                    | Union pour un mouvement populaire              | 126 035      | 23,99        | 169 962     | 34,53       | 5      |
|                                                    | Union pour la démocratie française             | 50 888       | 9,69         | 45 901      | 9,33        | 2      |
|                                                    | Divers droite                                  | 19 012       | 3,62         | 23 428      | 4,76        | 1      |
|                                                    | Mouvement pour la France                       | 3 347        | 0,64         |             |             | 0      |
|                                                    | Majorité présidentielle                        | 199 282      | 37,94        | 239 291     | 48,62       | 8      |
|                                                    |                                                |              |              |             |             |        |
|                                                    | Front national                                 | 56 791       | 10,81        |             |             | 0      |
|                                                    | Extrême gauche dont LCR, LO et PT              | 19 553       | 3,72         | 0           |             |        |
|                                                    | Chasse, pêche, nature et traditions            | 9 167        | 1,75         | 0           |             |        |
|                                                    | Mouvement national républicain                 | 6 715        | 1,28         | 0           |             |        |
|                                                    | Divers écologiste dont LT-LNÉ, MÉI, MHAN et GÉ | 3 305        | 0,63         | 0           |             |        |
|                                                    | Divers                                         | 1 927        | 0,37         | 0           |             |        |
|                                                    |                                                |              |              |             |             |        |
| Inscrits                                           | Inscrits                                       | 840 741      | 100,00       | 840 202     | 100,00      | 12     |
| Abstentions                                        | Abstentions                                    | 305 182      | 36,3         | 328 306     | 39,07       |        |
| Votants                                            | Votants                                        | 535 559      | 63,7         | 511 896     | 60,93       |        |
| Blancs et nuls                                     | Blancs et nuls                                 | 10 241       | 1,91         | 19 713      | 3,85        |        |
| Exprimés                                           | Exprimés                                       | 525 318      | 98,09        | 492 183     | 96,15       |        |
| Source : Ministère de l'Intérieur - Seine-Maritime |                                                |              |              |             |             |        |

### Résultats par circonscription

#### Première circonscription (Rouen)
| Candidat       | Candidat                   | Parti             | Premier tour | Premier tour | Second tour | Second tour |  |
| Candidat       | Candidat                   | Parti             | Voix         | %            | Voix        | %           |  |
| -------------- | -------------------------- | ----------------- | ------------ | ------------ | ----------- | ----------- |  |
|                | Patrick Herr sortant réélu | UDF (FD)          | 14 739       | 41,86        | 16 782      | 50,79       |  |
|                | Valérie Fourneyron         | PS                | 11 432       | 32,47        | 16 262      | 49,21       |  |
|                | Dominique Chaboche         | FN                | 3 112        | 8,84         |             |             |  |
|                | Véronique Bérégovoy        | Les Verts         | 1 813        | 5,15         |             |             |  |
|                | Hélène Klein               | PCF               | 950          | 2,7          |             |             |  |
|                | Christine Poupin           | LCR               | 777          | 2,21         |             |             |  |
|                | Patrice Siard              | Pôle républicain  | 521          | 1,48         |             |             |  |
|                | Gisèle Lapeyre             | LO                | 457          | 1,3          |             |             |  |
|                | Hubert de Bailliencourt    | MPF               | 312          | 0,89         |             |             |  |
|                | Kamel Naroun               | Extrême gauche    | 289          | 0,82         |             |             |  |
|                | Philippe Girardin          | MNR               | 275          | 0,78         |             |             |  |
|                | Louisa Mameri              | Divers            | 256          | 0,73         |             |             |  |
|                | Anabella Prévost           | Divers écologiste | 180          | 0,51         |             |             |  |
|                | Marie-Odile Baillet        | CPNT              | 99           | 0,28         |             |             |  |
|                |                            |                   |              |              |             |             |  |
| Inscrits       | Inscrits                   | Inscrits          | 55 341       | 100,00       | 55 341      | 100,00      |  |
| Abstentions    | Abstentions                | Abstentions       | 19 630       | 35,47        | 21 356      | 38,59       |  |
| Votants        | Votants                    | Votants           | 35 711       | 64,53        | 33 985      | 61,41       |  |
| Blancs et nuls | Blancs et nuls             | Blancs et nuls    | 499          | 1,4          | 941         | 2,77        |  |
| Exprimés       | Exprimés                   | Exprimés          | 35 212       | 98,6         | 33 044      | 97,23       |  |

#### Deuxième circonscription (Bois-Guillaume)
| Candidat       | Candidat                       | Parti             | Premier tour | Premier tour | Second tour | Second tour |  |
| Candidat       | Candidat                       | Parti             | Voix         | %            | Voix        | %           |  |
| -------------- | ------------------------------ | ----------------- | ------------ | ------------ | ----------- | ----------- |  |
|                | Pierre Albertini sortant réélu | UDF (PPDF)        | 25 163       | 46,48        | 29 119      | 58,08       |  |
|                | Dominique Gambier              | PS                | 13 032       | 24,07        | 21 014      | 41,92       |  |
|                | Muriel Poindefer               | FN                | 5 023        | 9,28         |             |             |  |
|                | Philippe Vue                   | Les Verts         | 4 280        | 7,91         |             |             |  |
|                | Annette Gallot                 | PCF               | 1 387        | 2,56         |             |             |  |
|                | François Calaret               | LCR               | 805          | 1,49         |             |             |  |
|                | Bernard Dujardin               | MPF               | 794          | 1,47         |             |             |  |
|                | Jacqueline Fabrigoule          | LT-LNÉ            | 595          | 1,1          |             |             |  |
|                | Sylvain Giat                   | Pôle républicain  | 574          | 1,06         |             |             |  |
|                | Christelle Torre               | LO                | 505          | 0,93         |             |             |  |
|                | Irène Pergent                  | Divers écologiste | 424          | 0,78         |             |             |  |
|                | Josette Bossard                | MNR               | 396          | 0,73         |             |             |  |
|                | Marc Bouloche                  | CPNT              | 365          | 0,67         |             |             |  |
|                | Colette Gluck                  | Extrême gauche    | 265          | 0,49         |             |             |  |
|                | Line Fauconnier                | Divers            | 241          | 0,45         |             |             |  |
|                | Gaétan Bazire                  | Divers écologiste | 196          | 0,36         |             |             |  |
|                | Evode Ermel                    | Divers            | 90           | 0,17         |             |             |  |
|                |                                |                   |              |              |             |             |  |
| Inscrits       | Inscrits                       | Inscrits          | 83 194       | 100,00       | 83 193      | 100,00      |  |
| Abstentions    | Abstentions                    | Abstentions       | 28 073       | 33,74        | 31 226      | 37,53       |  |
| Votants        | Votants                        | Votants           | 55 121       | 66,26        | 51 967      | 62,47       |  |
| Blancs et nuls | Blancs et nuls                 | Blancs et nuls    | 986          | 1,79         | 1 834       | 3,53        |  |
| Exprimés       | Exprimés                       | Exprimés          | 54 135       | 98,21        | 50 133      | 96,47       |  |

#### Troisième circonscription (Sotteville-lès-Rouen)
| Candidat       | Candidat                         | Parti             | Premier tour | Premier tour | Second tour | Second tour |  |
| Candidat       | Candidat                         | Parti             | Voix         | %            | Voix        | %           |  |
| -------------- | -------------------------------- | ----------------- | ------------ | ------------ | ----------- | ----------- |  |
|                | Pierre Bourguignon sortant réélu | PS                | 11 388       | 34,4         | 18 280      | 64,26       |  |
|                | Catherine Tafforeau              | UMP               | 6 846        | 20,68        | 10 169      | 35,74       |  |
|                | Michel Grandpierre               | PCF               | 5 931        | 17,92        |             |             |  |
|                | Danielle Deconihout              | FN                | 4 165        | 12,58        |             |             |  |
|                | Jean-Pierre Girod                | Les Verts         | 1 202        | 3,63         |             |             |  |
|                | Michèle Ernis                    | LCR               | 842          | 2,54         |             |             |  |
|                | Daniel Dieudonné                 | LO                | 590          | 1,78         |             |             |  |
|                | Marianne Journiac                | Pôle républicain  | 475          | 1,43         |             |             |  |
|                | Louis Pennacchi                  | LT-LNÉ            | 416          | 1,26         |             |             |  |
|                | Bernard Mazier                   | MNR               | 385          | 1,16         |             |             |  |
|                | Brigitte Brière                  | Divers droite     | 247          | 0,75         |             |             |  |
|                | Stéphanie Lambert                | Extrême gauche    | 233          | 0,7          |             |             |  |
|                | Magali Duménil                   | CPNT              | 146          | 0,44         |             |             |  |
|                | Catherine Bruegghe               | Divers écologiste | 144          | 0,43         |             |             |  |
|                | Luce Eudier-Niel                 | PT                | 96           | 0,29         |             |             |  |
|                |                                  |                   |              |              |             |             |  |
| Inscrits       | Inscrits                         | Inscrits          | 54 309       | 100,00       | 54 309      | 100,00      |  |
| Abstentions    | Abstentions                      | Abstentions       | 20 440       | 37,64        | 24 169      | 44,5        |  |
| Votants        | Votants                          | Votants           | 33 869       | 62,36        | 30 140      | 55,5        |  |
| Blancs et nuls | Blancs et nuls                   | Blancs et nuls    | 763          | 2,25         | 1 691       | 5,61        |  |
| Exprimés       | Exprimés                         | Exprimés          | 33 106       | 97,75        | 28 449      | 94,39       |  |

#### Quatrième circonscription (Elbeuf)
| Candidat       | Candidat                     | Parti          | Premier tour | Premier tour | Second tour | Second tour |  |
| Candidat       | Candidat                     | Parti          | Voix         | %            | Voix        | %           |  |
| -------------- | ---------------------------- | -------------- | ------------ | ------------ | ----------- | ----------- |  |
|                | Laurent Fabius sortant réélu | PS             | 21 288       | 49,25        | 26 064      | 68,15       |  |
|                | Marie-Hélène Roux            | UMP            | 9 255        | 21,41        | 12 183      | 31,85       |  |
|                | Alain Garant                 | FN             | 5 326        | 12,32        |             |             |  |
|                | Patrice Dupray               | PCF            | 3 140        | 7,27         |             |             |  |
|                | Claire Dumontier             | Les Verts      | 1 325        | 3,07         |             |             |  |
|                | Régis Louail                 | LCR            | 952          | 2,2          |             |             |  |
|                | Jean-Luc Robin               | LO             | 695          | 1,61         |             |             |  |
|                | Jean-Philippe Deal           | MNR            | 581          | 1,34         |             |             |  |
|                | Michel Lehoux                | CPNT           | 322          | 0,75         |             |             |  |
|                | Raynald Pinard               | Divers gauche  | 173          | 0,4          |             |             |  |
|                | Marie-Noëlle Richard         | ND             | 163          | 0,38         |             |             |  |
|                |                              |                |              |              |             |             |  |
| Inscrits       | Inscrits                     | Inscrits       | 70 287       | 100,00       | 69 774      | 100,00      |  |
| Abstentions    | Abstentions                  | Abstentions    | 26 216       | 37,3         | 29 796      | 42,7        |  |
| Votants        | Votants                      | Votants        | 44 071       | 62,7         | 39 978      | 57,3        |  |
| Blancs et nuls | Blancs et nuls               | Blancs et nuls | 851          | 1,93         | 1 731       | 4,33        |  |
| Exprimés       | Exprimés                     | Exprimés       | 43 220       | 98,07        | 38 247      | 95,67       |  |

#### Cinquième circonscription (Barentin)
| Candidat       | Candidat                         | Parti            | Premier tour | Premier tour | Second tour | Second tour |  |
| Candidat       | Candidat                         | Parti            | Voix         | %            | Voix        | %           |  |
| -------------- | -------------------------------- | ---------------- | ------------ | ------------ | ----------- | ----------- |  |
|                | Jean-Claude Bateux sortant réélu | PS               | 19 985       | 37,14        | 29 078      | 58,04       |  |
|                | Sylvain Bulard                   | UMP              | 14 463       | 26,88        | 21 025      | 41,96       |  |
|                | Monique Yvelain                  | FN               | 5 794        | 10,77        |             |             |  |
|                | Boris Lecoeur                    | PCF              | 3 847        | 7,15         |             |             |  |
|                | Daniel Laboure                   | Divers droite    | 2 122        | 3,94         |             |             |  |
|                | Arnaud de Saint-Jores            | Les Verts        | 1 905        | 3,54         |             |             |  |
|                | Frank Prouhet                    | LCR              | 1 179        | 2,19         |             |             |  |
|                | Nicole Bachelet                  | CPNT             | 1 142        | 2,12         |             |             |  |
|                | Alain Rivière                    | LO               | 913          | 1,7          |             |             |  |
|                | Lise Timmermans                  | MNR              | 885          | 1,64         |             |             |  |
|                | Anne-Christine Macherey          | Pôle républicain | 484          | 0,9          |             |             |  |
|                | Claudine Guérout                 | Divers droite    | 471          | 0,88         |             |             |  |
|                | Hervé Le Bonhomme                | MPF              | 447          | 0,83         |             |             |  |
|                | Marie-Christine Chalin           | ND               | 173          | 0,32         |             |             |  |
|                |                                  |                  |              |              |             |             |  |
| Inscrits       | Inscrits                         | Inscrits         | 85 401       | 100,00       | 85 397      | 100,00      |  |
| Abstentions    | Abstentions                      | Abstentions      | 30 417       | 35,62        | 33 345      | 39,05       |  |
| Votants        | Votants                          | Votants          | 54 984       | 64,38        | 52 052      | 60,95       |  |
| Blancs et nuls | Blancs et nuls                   | Blancs et nuls   | 1 174        | 2,14         | 1 949       | 3,74        |  |
| Exprimés       | Exprimés                         | Exprimés         | 53 810       | 97,86        | 50 103      | 96,26       |  |

#### Sixième circonscription (Bolbec)
| Candidat       | Candidat              | Parti            | Premier tour | Premier tour | Second tour | Second tour |  |
| Candidat       | Candidat              | Parti            | Voix         | %            | Voix        | %           |  |
| -------------- | --------------------- | ---------------- | ------------ | ------------ | ----------- | ----------- |  |
|                | Denis Merville élu    | UMP              | 15 644       | 33,76        | 21 257      | 50,3        |  |
|                | Paul Dhaille sortant  | PS               | 10 274       | 22,17        | 21 000      | 49,7        |  |
|                | Jean-Paul Lecoq       | PCF              | 7 015        | 15,14        |             |             |  |
|                | Daniel Lefort         | FN               | 5 904        | 12,74        |             |             |  |
|                | Rachid Chebli         | Divers gauche    | 1 479        | 3,19         |             |             |  |
|                | Brigitte Bertois      | CPNT             | 1 391        | 3            |             |             |  |
|                | Malka Kreizel-Debleds | Les Verts        | 1 259        | 2,72         |             |             |  |
|                | Francis Duval         | MNR              | 1 081        | 2,33         |             |             |  |
|                | Joël Lamy             | LO               | 735          | 1,59         |             |             |  |
|                | Véronique Bréant      | LCR              | 713          | 1,54         |             |             |  |
|                | Samuel Potier         | Divers           | 426          | 0,92         |             |             |  |
|                | Dominique Mutel       | Pôle républicain | 423          | 0,91         |             |             |  |
|                |                       |                  |              |              |             |             |  |
| Inscrits       | Inscrits              | Inscrits         | 75 909       | 100,00       | 75 911      | 100,00      |  |
| Abstentions    | Abstentions           | Abstentions      | 28 783       | 37,92        | 31 661      | 41,71       |  |
| Votants        | Votants               | Votants          | 47 126       | 62,08        | 44 250      | 58,29       |  |
| Blancs et nuls | Blancs et nuls        | Blancs et nuls   | 782          | 1,66         | 1 993       | 4,5         |  |
| Exprimés       | Exprimés              | Exprimés         | 46 344       | 98,34        | 42 257      | 95,5        |  |

#### Septième circonscription (Le Havre-Centre)
| Candidat       | Candidat                         | Parti            | Premier tour | Premier tour | Second tour | Second tour |  |
| Candidat       | Candidat                         | Parti            | Voix         | %            | Voix        | %           |  |
| -------------- | -------------------------------- | ---------------- | ------------ | ------------ | ----------- | ----------- |  |
|                | Jean-Yves Besselat sortant réélu | UMP              | 16 371       | 46,38        | 19 428      | 59,44       |  |
|                | Viviane Simon                    | PS (PCF)         | 9 271        | 26,27        | 13 258      | 40,56       |  |
|                | André Foucher                    | FN               | 3 991        | 11,31        |             |             |  |
|                | Annie Leroy                      | Les Verts        | 1 561        | 4,42         |             |             |  |
|                | François Leroux                  | LCR              | 962          | 2,73         |             |             |  |
|                | Françoise Arnold                 | Pôle républicain | 691          | 1,96         |             |             |  |
|                | Patrice Gallien                  | MPF              | 606          | 1,72         |             |             |  |
|                | Éric Moisan                      | LO               | 540          | 1,53         |             |             |  |
|                | Josiane Clément                  | MNR              | 529          | 1,5          |             |             |  |
|                | Joël Fabrigoule                  | Divers           | 383          | 1,09         |             |             |  |
|                | Sylvie Aliome                    | CPNT             | 272          | 0,77         |             |             |  |
|                | Jacqueline Cocho                 | MHAN             | 118          | 0,33         |             |             |  |
|                |                                  |                  |              |              |             |             |  |
| Inscrits       | Inscrits                         | Inscrits         | 58 270       | 100,00       | 58 268      | 100,00      |  |
| Abstentions    | Abstentions                      | Abstentions      | 22 407       | 38,45        | 24 551      | 42,13       |  |
| Votants        | Votants                          | Votants          | 35 863       | 61,55        | 33 717      | 57,87       |  |
| Blancs et nuls | Blancs et nuls                   | Blancs et nuls   | 568          | 1,58         | 1 031       | 3,06        |  |
| Exprimés       | Exprimés                         | Exprimés         | 35 295       | 98,42        | 32 686      | 96,94       |  |

#### Huitième circonscription (Le Havre-Nord)
| Candidat       | Candidat                    | Parti             | Premier tour | Premier tour | Second tour | Second tour |
| Candidat       | Candidat                    | Parti             | Voix         | %            | Voix        | %           |
| -------------- | --------------------------- | ----------------- | ------------ | ------------ | ----------- | ----------- |
|                | Daniel Paul sortant réélu   | PCF (PS)          | 8 708        | 31,51        | 14 763      | 57,46       |
|                | Édouard Philippe            | UMP (UDF)         | 7 742        | 28,02        | 10 928      | 42,54       |
|                | Nadine Le Monnier           | FN                | 4 021        | 14,55        |             |             |
|                | Éric Donfu                  | Divers gauche     | 2 847        | 10,30        |             |             |
|                | Philippe Fouché-Saillenfest | MNR               | 1 180        | 4,27         |             |             |
|                | Jérôme Deschamps            | Les Verts         | 842          | 3,05         |             |             |
|                | Pierre Jeanne               | LCR               | 610          | 2,21         |             |             |
|                | Sylvie Longuet              | LO                | 448          | 1,62         |             |             |
|                | Françoise Moreau            | Pôle républicain  | 368          | 1,33         |             |             |
|                | Erick Berne                 | CPNT              | 330          | 1,19         |             |             |
|                | Sylviane Simon              | Divers écologiste | 228          | 0,83         |             |             |
|                | Georges Aurigny             | PT                | 120          | 0,43         |             |             |
|                | Marc Stella                 | GÉ                | 103          | 0,37         |             |             |
|                | Gérald Auger                | MÉI               | 85           | 0,31         |             |             |
|                |                             |                   |              |              |             |             |
| Inscrits       | Inscrits                    | Inscrits          | 52 613       | 100,00       | 52 613      | 100,00      |
| Abstentions    | Abstentions                 | Abstentions       | 24 474       | 46,52        | 26 092      | 49,59       |
| Votants        | Votants                     | Votants           | 28 139       | 53,48        | 26 521      | 50,41       |
| Blancs et nuls | Blancs et nuls              | Blancs et nuls    | 507          | 1,80         | 830         | 3,13        |
| Exprimés       | Exprimés                    | Exprimés          | 27 632       | 98,20        | 25 691      | 96,87       |

#### Neuvième circonscription (Fécamp)
| Candidat       | Candidat               | Parti             | Premier tour | Premier tour | Second tour | Second tour |  |
| Candidat       | Candidat               | Parti             | Voix         | %            | Voix        | %           |  |
| -------------- | ---------------------- | ----------------- | ------------ | ------------ | ----------- | ----------- |  |
|                | Daniel Fidelin élu     | UMP               | 20 436       | 39,68        | 25 794      | 51,43       |  |
|                | Patrick Jeanne sortant | PS                | 17 310       | 33,61        | 24 359      | 48,57       |  |
|                | Jean-François Touzé    | FN                | 6 130        | 11,9         |             |             |  |
|                | François-Marie Michaux | Les Verts         | 1 639        | 3,18         |             |             |  |
|                | Jean-Claude Blondel    | PCF               | 1 467        | 2,85         |             |             |  |
|                | Stéphanie Carton       | CPNT              | 1 447        | 2,81         |             |             |  |
|                | Dominique Pierre       | LCR               | 1 150        | 2,23         |             |             |  |
|                | Sandra Rosendale       | LO                | 883          | 1,71         |             |             |  |
|                | Louis Le Roux          | MPF               | 533          | 1,03         |             |             |  |
|                | Ginette Vanbuckhave    | Divers écologiste | 262          | 0,51         |             |             |  |
|                | Évelyne Claeyssens     | MNR               | 245          | 0,48         |             |             |  |
|                |                        |                   |              |              |             |             |  |
| Inscrits       | Inscrits               | Inscrits          | 81 096       | 100,00       | 81 091      | 100,00      |  |
| Abstentions    | Abstentions            | Abstentions       | 28 447       | 35,08        | 28 653      | 35,33       |  |
| Votants        | Votants                | Votants           | 52 649       | 64,92        | 52 438      | 64,67       |  |
| Blancs et nuls | Blancs et nuls         | Blancs et nuls    | 1 147        | 2,18         | 2 285       | 4,36        |  |
| Exprimés       | Exprimés               | Exprimés          | 51 502       | 97,82        | 50 153      | 95,64       |  |

#### Dixième circonscription (Yvetot)
| Candidat       | Candidat                     | Parti             | Premier tour | Premier tour | Second tour | Second tour |  |
| Candidat       | Candidat                     | Parti             | Voix         | %            | Voix        | %           |  |
| -------------- | ---------------------------- | ----------------- | ------------ | ------------ | ----------- | ----------- |  |
|                | Gérard Fuchs sortant         | PS                | 16 690       | 31,28        | 24 763      | 48,69       |  |
|                | Alfred Trassy-Paillogues élu | UMP               | 15 226       | 28,53        | 26 100      | 51,31       |  |
|                | Pascal Martin                | UDF               | 10 986       | 20,59        |             |             |  |
|                | Michel Bénard                | FN                | 4 422        | 8,29         |             |             |  |
|                | Cécile Legendre              | Les Verts         | 1 183        | 2,22         |             |             |  |
|                | Elisabeth Leméteil           | LCR               | 1 049        | 1,97         |             |             |  |
|                | Thierry Baillet              | CPNT              | 982          | 1,84         |             |             |  |
|                | Marcelle Marécal             | PCF               | 945          | 1,77         |             |             |  |
|                | Simon Sulkowski              | LO                | 823          | 1,54         |             |             |  |
|                | Denis Bernaville             | MNR               | 466          | 0,87         |             |             |  |
|                | François Martot              | Pôle républicain  | 464          | 0,87         |             |             |  |
|                | Christophe Chomant           | ND                | 128          | 0,24         |             |             |  |
|                | Daniel Delamare              | Divers écologiste | 0            | 0            |             |             |  |
|                |                              |                   |              |              |             |             |  |
| Inscrits       | Inscrits                     | Inscrits          | 80 753       | 100,00       | 80 746      | 100,00      |  |
| Abstentions    | Abstentions                  | Abstentions       | 26 342       | 32,62        | 27 813      | 34,45       |  |
| Votants        | Votants                      | Votants           | 54 411       | 67,38        | 52 933      | 65,55       |  |
| Blancs et nuls | Blancs et nuls               | Blancs et nuls    | 1 047        | 1,92         | 2 070       | 3,91        |  |
| Exprimés       | Exprimés                     | Exprimés          | 53 364       | 98,08        | 50 863      | 96,09       |  |

#### Onzième circonscription (Dieppe)
| Candidat       | Candidat                    | Parti          | Premier tour | Premier tour | Second tour | Second tour |  |
| Candidat       | Candidat                    | Parti          | Voix         | %            | Voix        | %           |  |
| -------------- | --------------------------- | -------------- | ------------ | ------------ | ----------- | ----------- |  |
|                | Édouard Leveau élu          | UMP            | 17 152       | 37,55        | 23 078      | 52,29       |  |
|                | Christian Cuvilliez sortant | PCF            | 10 015       | 21,93        | 21 058      | 47,71       |  |
|                | Sandrine Hurel              | PS             | 8 790        | 19,24        |             |             |  |
|                | Delphine Moreau             | FN             | 4 336        | 9,49         |             |             |  |
|                | Philippe Normand            | CPNT           | 1 594        | 3,49         |             |             |  |
|                | Michèle Petiteville         | LO             | 941          | 2,06         |             |             |  |
|                | Marie-José Zanetti          | Les Verts      | 661          | 1,45         |             |             |  |
|                | Charles Soubeyran           | LCR            | 575          | 1,26         |             |             |  |
|                | René Sagnier                | MÉI            | 554          | 1,21         |             |             |  |
|                | Emmanuel de Bailliencourt   | MPF            | 415          | 0,91         |             |             |  |
|                | Bruno Ricque                | PT             | 323          | 0,71         |             |             |  |
|                | Thierry Blassieaux          | MNR            | 321          | 0,70         |             |             |  |
|                | Thierry Delecroix           | Divers droite  | 0            | 0            |             |             |  |
|                |                             |                |              |              |             |             |  |
| Inscrits       | Inscrits                    | Inscrits       | 73 231       | 100,00       | 73 229      | 100,00      |  |
| Abstentions    | Abstentions                 | Abstentions    | 26 516       | 36,21        | 26 945      | 36,8        |  |
| Votants        | Votants                     | Votants        | 46 715       | 63,79        | 46 284      | 63,2        |  |
| Blancs et nuls | Blancs et nuls              | Blancs et nuls | 1 038        | 2,22         | 2 148       | 4,64        |  |
| Exprimés       | Exprimés                    | Exprimés       | 45 677       | 97,78        | 44 136      | 95,36       |  |

#### Douzième circonscription (Gournay-en-Bray)
| Candidat       | Candidat              | Parti          | Premier tour | Premier tour | Second tour | Second tour |  |
| Candidat       | Candidat              | Parti          | Voix         | %            | Voix        | %           |  |
| -------------- | --------------------- | -------------- | ------------ | ------------ | ----------- | ----------- |  |
|                | Alain Le Vern sortant | PS             | 17 391       | 37,79        | 22 993      | 49,53       |  |
|                | Michel Lejeune élu    | diss. UMP      | 16 080       | 34,94        | 23 428      | 50,47       |  |
|                | Carole Moreau         | FN             | 4 567        | 9,92         |             |             |  |
|                | Michel Turbier        | UMP            | 2 900        | 6,30         |             |             |  |
|                | Martial Pépin         | CPNT           | 1 077        | 2,34         |             |             |  |
|                | Évelyne Detournay     | Les Verts      | 872          | 1,89         |             |             |  |
|                | Anne-Marie Vibert     | PCF            | 748          | 1,63         |             |             |  |
|                | Anne Desjardins       | LCR            | 605          | 1,31         |             |             |  |
|                | Daniel Pitteloud      | Divers gauche  | 533          | 1,16         |             |             |  |
|                | Jacqueline Miermont   | LO             | 478          | 1,04         |             |             |  |
|                | Jean-Jacques Rénier   | MNR            | 371          | 0,81         |             |             |  |
|                | Dominique Duclos      | MPF            | 240          | 0,52         |             |             |  |
|                | Marie-Claude Giraud   | PRV            | 92           | 0,20         |             |             |  |
|                | Yves Soret            | ND             | 67           | 0,15         |             |             |  |
|                |                       |                |              |              |             |             |  |
| Inscrits       | Inscrits              | Inscrits       | 70 337       | 100,00       | 70 330      | 100,00      |  |
| Abstentions    | Abstentions           | Abstentions    | 23 437       | 33,32        | 22 699      | 32,27       |  |
| Votants        | Votants               | Votants        | 46 900       | 66,68        | 47 631      | 67,73       |  |
| Blancs et nuls | Blancs et nuls        | Blancs et nuls | 879          | 1,87         | 1 210       | 2,54        |  |
| Exprimés       | Exprimés              | Exprimés       | 46 021       | 98,13        | 46 421      | 97,46       |  |